# Terminología militar
La terminología militar se refiere a los términos y el lenguaje de las organizaciones y el personal militares como pertenecientes a una categoría discreta. Como se distinguen por su uso en la doctrina militar, sirven para despolitizar, deshumanizar o abstraer la discusión sobre sus operaciones a partir de una descripción real de las mismas.

## Entendimiento común
La presión operativa por un entendimiento uniforme se ha desarrollado desde principios del siglo XX con la importancia de las operaciones conjuntas entre diferentes servicios (ejército, marina, fuerza aérea) de un mismo país. Las alianzas y operaciones internacionales, incluido el mantenimiento de la paz, han añadido complejidad adicional. Por ejemplo, la alianza de la OTAN mantiene ahora un gran diccionario de términos comunes para uso de los países miembros. También se están llevando a cabo trabajos de desarrollo entre la OTAN y Rusia sobre una terminología común para la defensa aérea ampliada, en inglés, francés y ruso.

## Críticas
Algunos afirman que los términos militares sirven para despolitizar, deshumanizar o abstraer la discusión sobre las operaciones de una descripción real de las mismas. Similares a la "terminología jurídica" y relacionados con la "terminología política", los términos militares son conocidos por una tendencia oblicua a incorporar lenguaje técnico. En muchos casos, refleja la necesidad de ser precisos. También puede reflejar una necesidad percibida de seguridad operativa, sin revelar más información de la necesaria. También puede servir para disfrazar o distorsionar el significado como ocurre con el doble discurso. La "actividad cinética", como palabra de moda para el combate, en uso desde el inicio de la Guerra contra el Terrorismo, ha sido criticada como una Política de no preguntar, no decir, por asesinato.